# Bergen an der Dumme
Pour les articles homonymes, voir Bergen.
Bergen an der Dumme est une municipalité de l'arrondissement de Lüchow-Dannenberg, en Basse-Saxe, Allemagne.

## Étymologie
Le nom polabe de Bergen est Tjörska, probablement dérivé de tjöra (en vieux slave, goră) qui signifie « montagne ».

## Géographie
Bergen an der Dumme se trouve dans la partie sud-ouest du Wendland, au sud de la Drawehn (de), à la limite sud-est du parc naturel Elbufer-Drawehn (de) (en allemand : Naturpark Elbhöhen-Wendland). La Wustrower Dumme, affluent ouest de la Jeetzel, traverse la localité.

## Structure de la commune

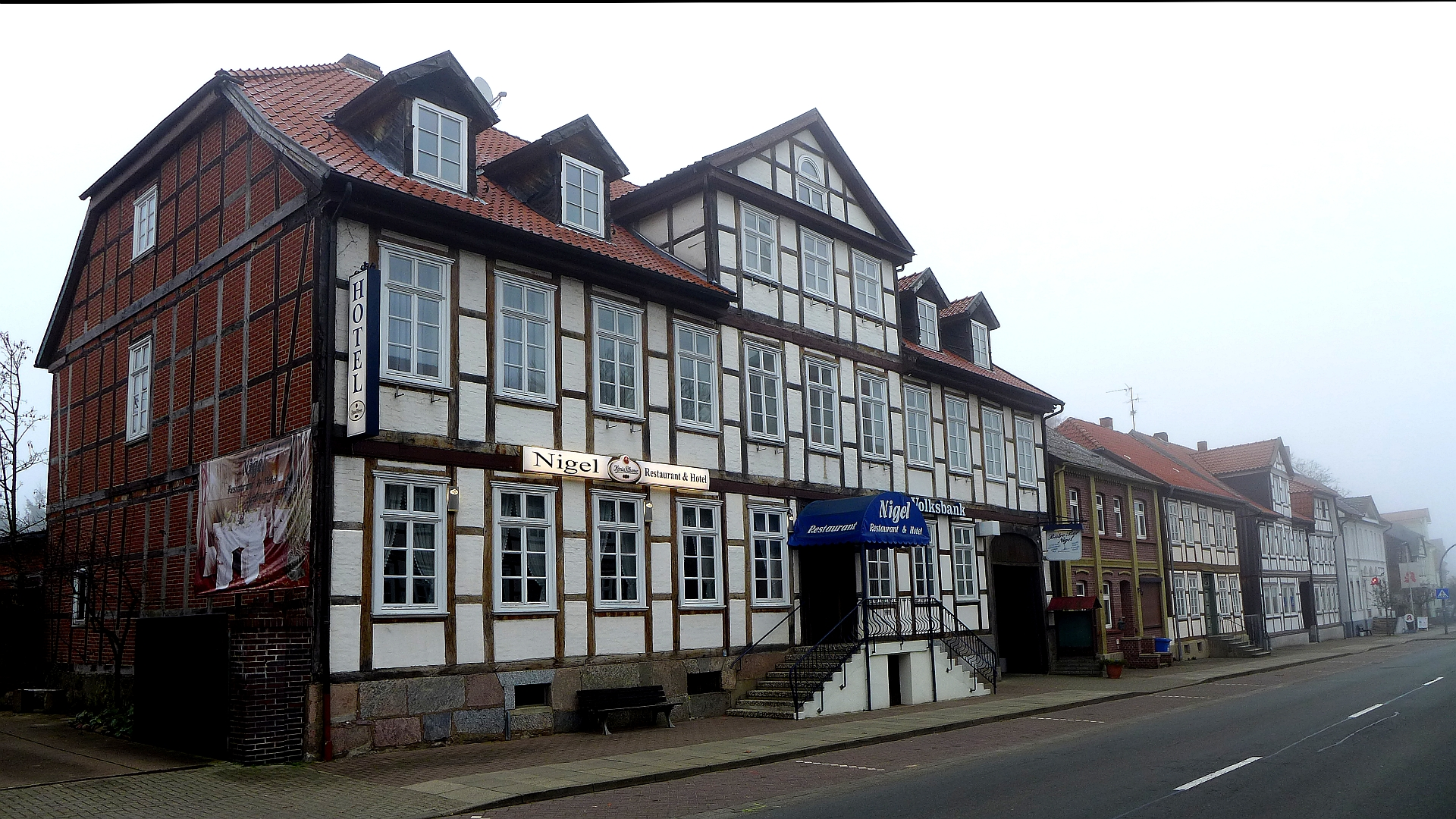
Bergen an der Dumme, Breite Straße

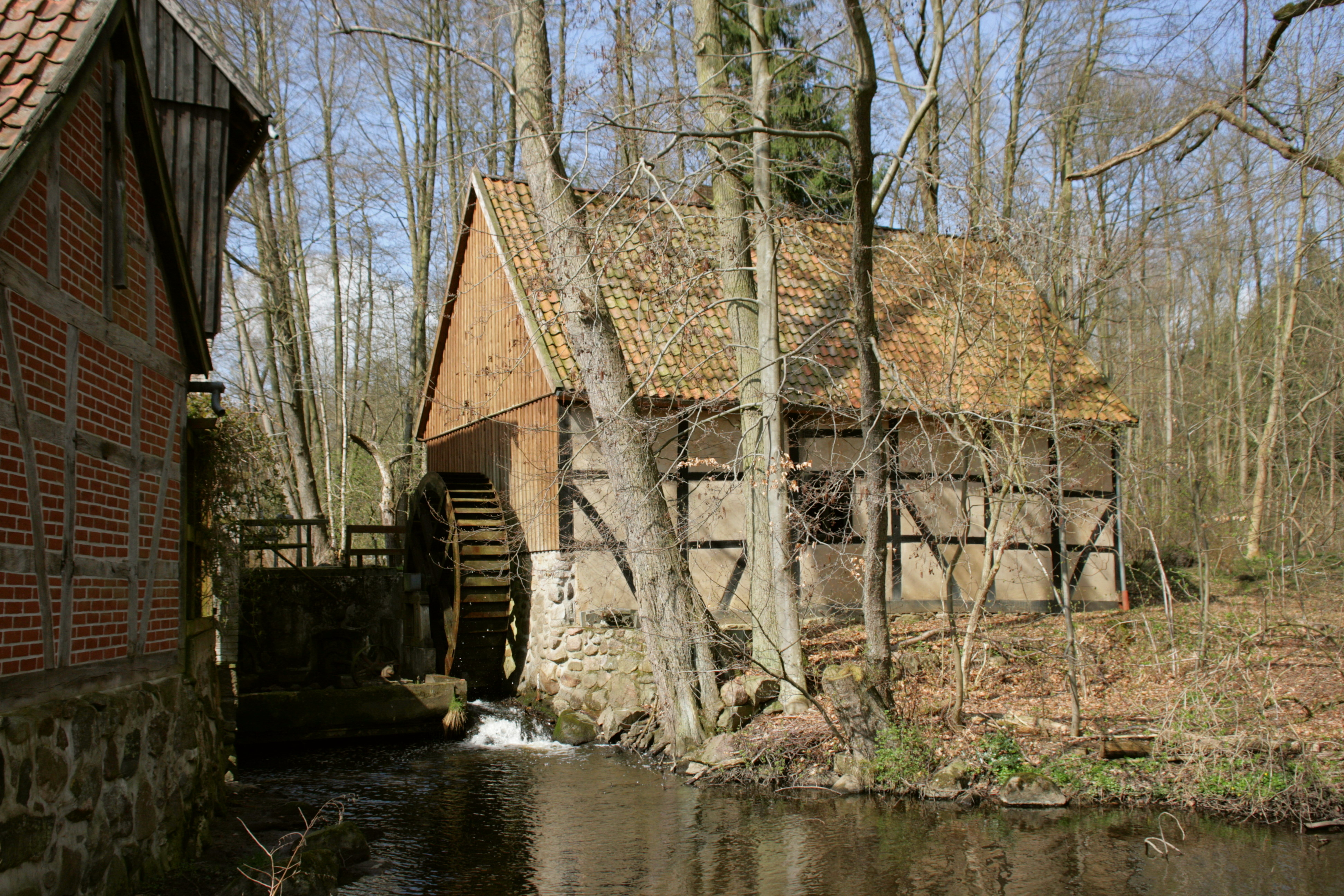
Bergen an der Dumme, le moulin à eau de Jiggel

La municipalité de Bergen an der Dumme comprend les huit districts suivants :
- Banzau
- Belau
- Bergen an der Dumme
- Jiggel
- Malsleben
- Nienbergen (jusqu'au 16 mars 1936, appelé Niendorf bei Bergen)
- Spithal
- Wöhningen

Quelque 80 % de la population habite à Bergen an der Dumme même.